# 憎いあんちくしょう (テレビドラマ)
- 金曜劇場 (日本テレビ) > 憎いあんちくしょう (テレビドラマ)
- 憎いあンちくしょう > 憎いあんちくしょう (テレビドラマ)

『憎いあんちくしょう』は、日本テレビ系で1970年9月18日から同年10月16日まで放送された全5話のテレビドラマ。トヨタグループの単独提供。放送時間は毎週金曜21:00 - 21:56。
1962年に石原裕次郎・浅丘ルリ子の主演で劇場公開された『憎いあンちくしょう』を原作としたテレビドラマで石坂浩二・加賀まりこが主演を務めた。

映画版を製作した日活と日本テレビの共同製作であった。

## 概要
- 最初はTBSでのテレビドラマ化を前提に日活が企画を立ち上げてTBSに持ち込んだが、演出を務めた村木良彦がTBSの元社員でTBS側との折衝を繰り広げた挙句に退職し、独立してテレビマンユニオンを立ち上げた事もあり、その事情により難色を示した為に日本テレビへ持ち込んだ経緯がある。その為現存する台本の表紙には『製作・TBS、日活株式会社』と記載されている。
- 企画段階でのタイトル表記は映画版と同じ「憎いあンちくしょう」であったが、テレビドラマ化が決定した際に改題された。
- 映画版では三菱ウィリスジープとジャガーXK120が登場したが、このテレビドラマ版ではトヨタ自動車を含むトヨタグループ単独提供である関係でトヨタ・ランドクルーザー（FJ56型）とトヨタ・2000GTが登場している。
- 1999年頃、CS放送局の「チャンネルNECO」にて再放送された。

## 放送データ
- 放送期間：1970年9月18日 - 1970年10月16日、全5話
- 放送時間：毎週金曜日21:00 - 21:56
- 放送局：日本テレビ系

## スタッフ
- 原作：山田信夫
- 脚本：山田正弘
- 演出：村木良彦（テレビマンユニオン）
- 制作：日本テレビ、日活株式会社

## 出演
- 北大作:石坂浩二
- 榊田典子:加賀まりこ
- 井川美子:吉田美智子
- 常田富士男
- 山本紀彦ほか